# Kepler-442
Kepler-442 è una nana arancione distante circa 1 206 anni luce dalla Terra, visibile nella costellazione della Lira. Si trova all'interno del campo visivo del telescopio spaziale Kepler. Il 6 gennaio 2015 è stato annunciato che attorno alla stella orbita un pianeta extrasolare della categoria delle super Terre, denominato Kepler-442 b, all'interno della zona abitabile del sistema.

## Nomenclatura e storia

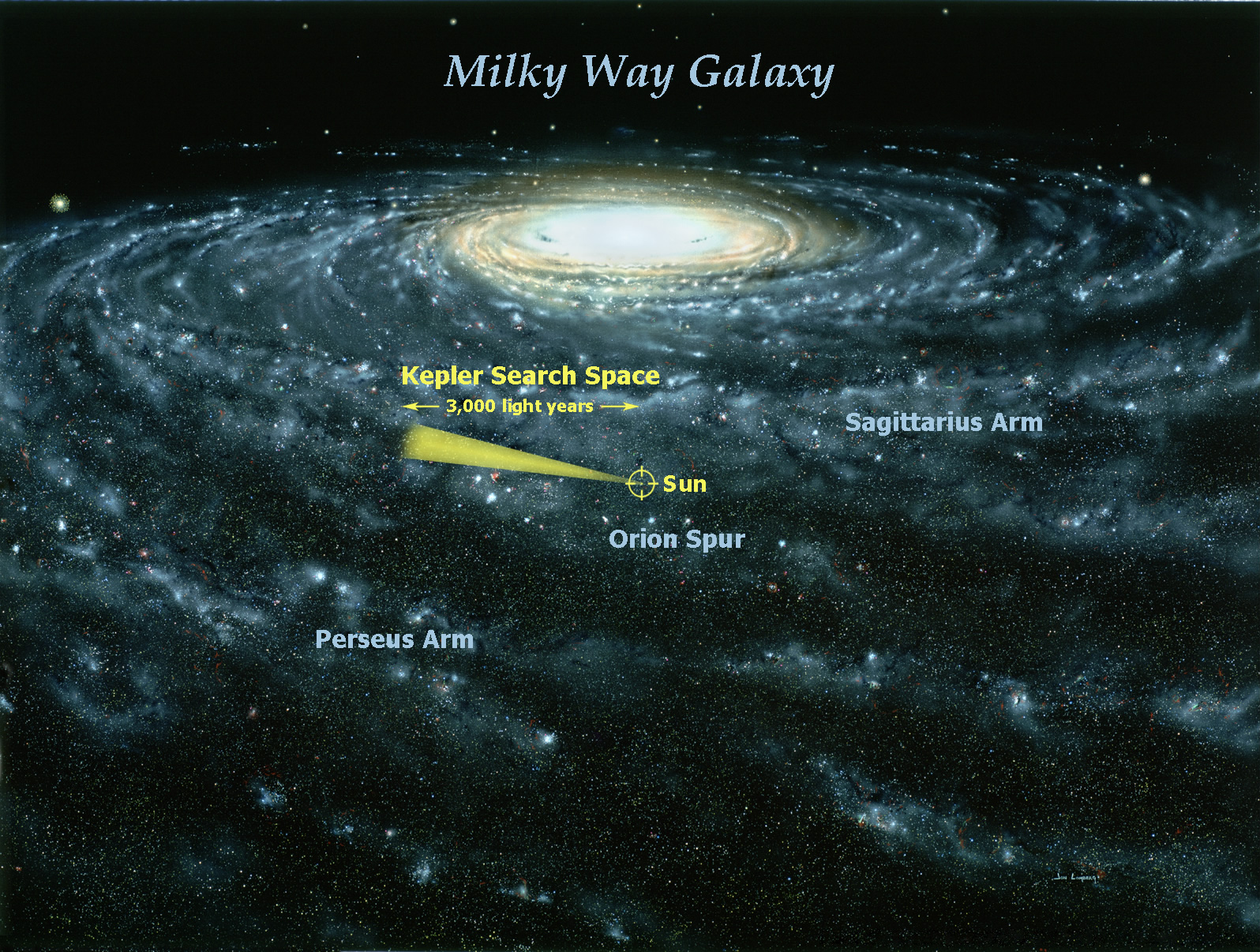
La Via Lattea nel volume di ricerca del telescopio spaziale Kepler.

Prima della sua osservazione da parte del telescopio Kepler, la stella aveva il numero di catalogo 2MASS 2MASS J19012797 +3916482. Nel Kepler Input Catalog, la stella ha la designazione di KIC 4138008, e, quando si è scoperto che Kepler-442 era un possibile candidato per avere pianeti in transito, è diventato oggetto di interesse di Kepler, e gli è stato assegnato il nome di KOI-4742.
Possibili pianeti sono stati rilevati intorno alla stella dalla missione Kepler della NASA, una missione incaricata di scoprire pianeti in transito attorno alle loro stelle. Il metodo di transito che Kepler utilizza prevede il rilevamento di cali di luminosità nelle stelle. Questi cali di luminosità possono essere interpretati come pianeti le cui orbite passano davanti alle loro stelle dal punto di vista della Terra, anche se altri fenomeni possono anche essere responsabili, e dunque non si era sicuri della scoperta.
In seguito all'accettazione del documento che ne accertava la scoperta, il team di Kepler ha dato un ulteriore nome al sistema di Kepler-442. Difatti, gli scopritori si riferirono alla stella come Kepler-442 a seguito dei pianeti scoperti dalla missione, ed è questo il nome con il quale la stella (e il suo pianeta) sono conosciuti dal pubblico.
Il nome Kepler-442 deriva direttamente dal fatto che la stella è la 442ª stella catalogata scoperta da Kepler ad avere pianeti confermati.

## Caratteristiche
Kepler-442 è una stella di sequenza principale di tipo K (una nana arancione), che presenta circa il 61% della massa e il 60% del raggio del Sole. Ha una temperatura di 4402 K e la sua età è incerta: è stata stimata in 2,9+8,1
−0,2 miliardi di anni, potrebbe quindi essere più giovane del Sole, che ha circa 4,6 miliardi di anni, oppure molto più vecchia, visto il grande margine d'errore nella stima. Essendo una nana arancione la sua temperatura è inferiore a quella solare: 4402 K contro i 5778 K del Sole, mentre la sua luminosità è circa l'11% di quella solare.
La stella è piuttosto povera di metalli, con una metallicità di circa {\displaystyle [Fe/H]=-0,37}, o, per avere un'idea, il 43% della quantità di ferro e altri metalli trovati nel Sole.
La magnitudine apparente di Kepler 442 è di poco meno di 15. Pertanto, è troppo debole per essere vista ad occhio nudo.

## Sistema planetario
Ai pianeti candidati associati alle stelle studiate dalla Missione Kepler veniva assegnato il nome della stella seguito dalle denominazioni ".01", ".02", eccetera, per ordine di scoperta. Se i candidati planetari vengono rilevati contemporaneamente, l'ordinamento segue l'ordine dei periodi orbitali dal più breve al più lungo.  Seguendo queste regole, fu rilevato un solo pianeta, con un periodo orbitale di circa 112 giorni.
suo unico pianeta conosciuto transita la stella. La sua inclinazione rispetto alla linea di vista della Terra, varia di meno di un grado. Ciò consente misurazioni dirette dei periodi del pianeta e dei relativi diametri, monitorando così il transito del pianeta sulla stella.
La designazione b deriva dall'ordine della scoperta e viene attribuita al primo pianeta in orbita attorno a una data stella, seguito dalle altre lettere minuscole dell'alfabeto. Nel caso di Kepler-442, è stato rilevato un solo pianeta, quindi viene utilizzata solo la lettera b.

### Abitabilità
Kepler-442 b è una super-Terra con un raggio di 1,34 volte quella della Terra, e orbita all'interno della zona abitabile, dove riceve il 70% del flusso di radiazioni che riceve la Terra dal Sole. È probabilmente un pianeta roccioso, a causa del suo raggio non troppo superiore a quello terrestre e secondo la NASA, è uno dei pianeti più simili alla Terra, in termini di dimensioni e temperatura, trovato al momento della sua scoperta.
Kepler-442 b è situato al di fuori della zona dove le forze mareali bloccherebbero il pianeta in rotazione sincrona, e può quindi avere l'alternanza tra il giorno e la notte su tutta la sua superficie, al contrario dei pianeti scoperti nelle zone abitabili delle più piccole nane rosse.
| Pianeta      | Tipo        | Massa         | Raggio  | Periodo orb.    | Sem. maggiore | Eccentricità |
| ------------ | ----------- | ------------- | ------- | --------------- | ------------- | ------------ |
| Kepler-442 b | Super Terra | 2,34+5,9 −1,3 | 1,34 R⊕ | 112,3053 giorni | 0,409 UA      | 0,04         |